# Douaenhor
Douaenhor est un prince d'Égypte antique. Il est nommé d'après le dieu Horus.

## Famille
Douaenhor est considéré par certains comme un fils du prince héritier Kaouab Ier et de la reine Hétep-Hérès II. Si tel est le cas, il aurait été un petit-fils du pharaon Khéops et de la reine Mérititès Ire. D'autre part, sur la base de ses titres, il peut être l'un des plus jeunes fils de Khéops (avec Khaemsekhem (G 7660) et Mindjedef (G 7760)).
Les frères de Douaenhor sont Kaemsekhem et Mindjedef. Une fille de Douaenhor s'appelle Nebtyhotep.
Il détient les titres de « Fils du roi de son corps » et de « Compagnon de son père ».

## Tombe
Douaenhor est enterré à Gizeh dans le mastaba G 7550. Dans la tombe, son père et sa mère sont mentionnés. Sa fille est également mentionnée sur la façade sud de l'entrée.
Les scènes du tombeau montrent (de l'entrée vers le fond) :
1. Douaenhor et sa famille
2. Tableau
3. Bouchers au travail
4. Fausse porte de Douaenhor